# Björkträsket, Lappland
Björkträsket är en sjö i Arvidsjaurs kommun i Lappland och ingår i Åbyälvens huvudavrinningsområde. Sjön har en area på 0,173 kvadratkilometer och ligger 374,1 meter över havet.

## Delavrinningsområde
Björkträsket ingår i det delavrinningsområde (728099-168297) som SMHI kallar för Inloppet i Östra Kikkejaure. Medelhöjden är 384 meter över havet och ytan är 7,06 kvadratkilometer. Räknas de 19 avrinningsområdena uppströms in blir den ackumulerade arean 367,95 kvadratkilometer. Avrinningsområdets utflöde Åbyälven mynnar i havet. Avrinningsområdet består mestadels av skog (72 procent) och sankmarker (20 procent). Avrinningsområdet har 0,26 kvadratkilometer vattenytor vilket ger det en sjöprocent på 3,7 procent.